# Puy-Saint-Gulmier
Puy-Saint-Gulmier ist eine französische Gemeinde mit 138 Einwohnern (Stand: 1. Januar 2022) im Département Puy-de-Dôme in der Region Auvergne-Rhône-Alpes (vor 2016 Auvergne). Die Gemeinde gehört zum Arrondissement Riom und zum Kanton Saint-Ours (bis 2015 Pontaumur). 

## Lage
Puy-Saint-Gulmier liegt etwa 33 Kilometer westlich von Clermont-Ferrand in der alten Kulturlandschaft der Combrailles. Umgeben wird Puy-Saint-Gulmier von den Nachbargemeinden Saint-Étienne-des-Champs im Norden und Westen, Combrailles im Norden und Nordosten, Saint-Hilaire-les-Monges im Osten, Prondines im Süden und Südosten sowie Sauvagnat im Süden und Südwesten.

## Weblinks

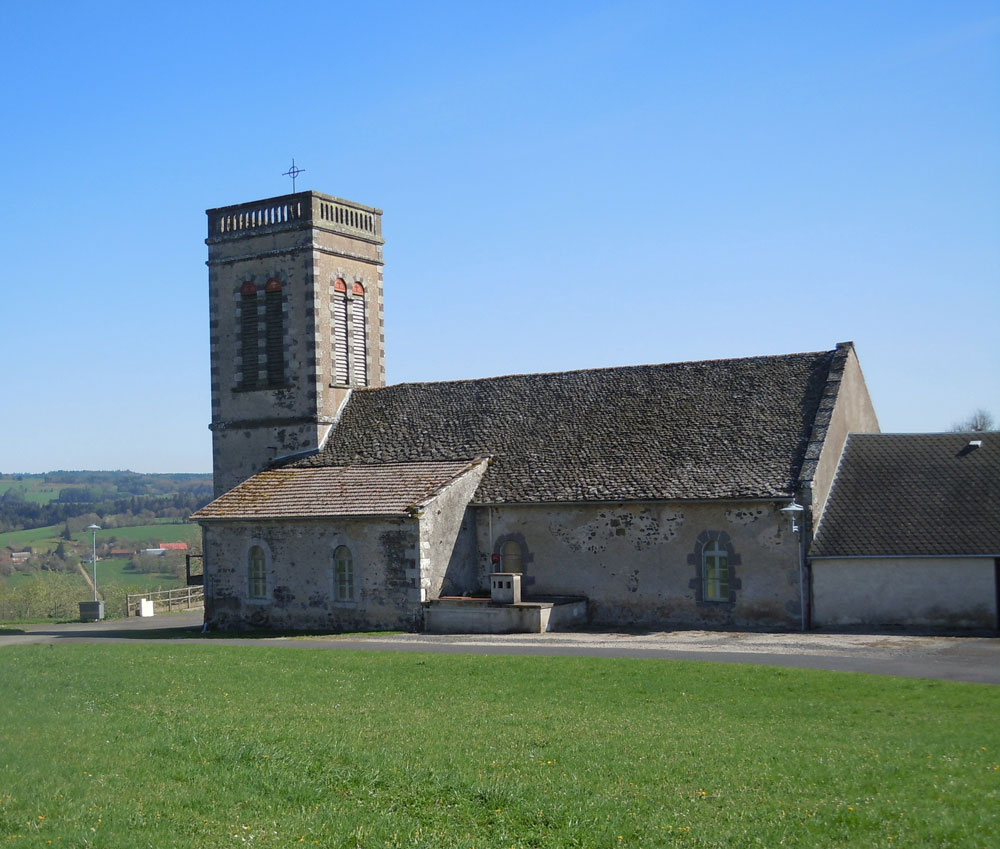
Kirche

## Bevölkerungsentwicklung
| Jahr                       | 1962 | 1968 | 1975 | 1982 | 1990 | 1999 | 2006 | 2013 |
| Einwohner                  | 301  | 264  | 246  | 229  | 203  | 159  | 158  | 145  |
| Quellen: Cassini und INSEE |      |      |      |      |      |      |      |      |

## Sehenswürdigkeiten
- Kirche aus dem 16. Jahrhundert